# Льохіна Катерина Валеріївна
Катерина Валеріївна Льохіна (рос. Екатерина Валерьевна Лёхина; 15 квітня 1979, Куйбишев, СРСР) — російська оперна співачка (сопрано).

## Кар'єра
Закінчила Академію хорового мистецтва імені В. С. Попова.
Володарка премії «Греммі» в номінації «Кращий оперний запис» та французької премії «Diapason d'Or» за диск «L'amour de loin». Лавреат міжнародних вокальних конкурсів, між ними I премії конкурсу «Operalia», заснованому Пласідо Домінго.
У 2019 році випустила сольний диск «Романси С. Рахманінова». З 2020 року є академіком Російської національної музичної премії «Віктория». Член жюрі Всеросійського конкурсу молодих музикантів ім. Д. Б. Кабалевського, голова жюрі міжнародного конкурсу «Musica Rusa».

## Нагороди
- «Опералія», CulturArte Prize та приз глядацьких симпатій (2007)
- Нагорода «Греммі»